# Polyclinum pedicellatum
Polyclinum pedicellatum is een zakpijpensoort uit de familie van de Polyclinidae. De wetenschappelijke naam van de soort werd in 2012 voor het eerst geldig gepubliceerd door Françoise Monniot.